# Музей бронетанковой техники (Познань)

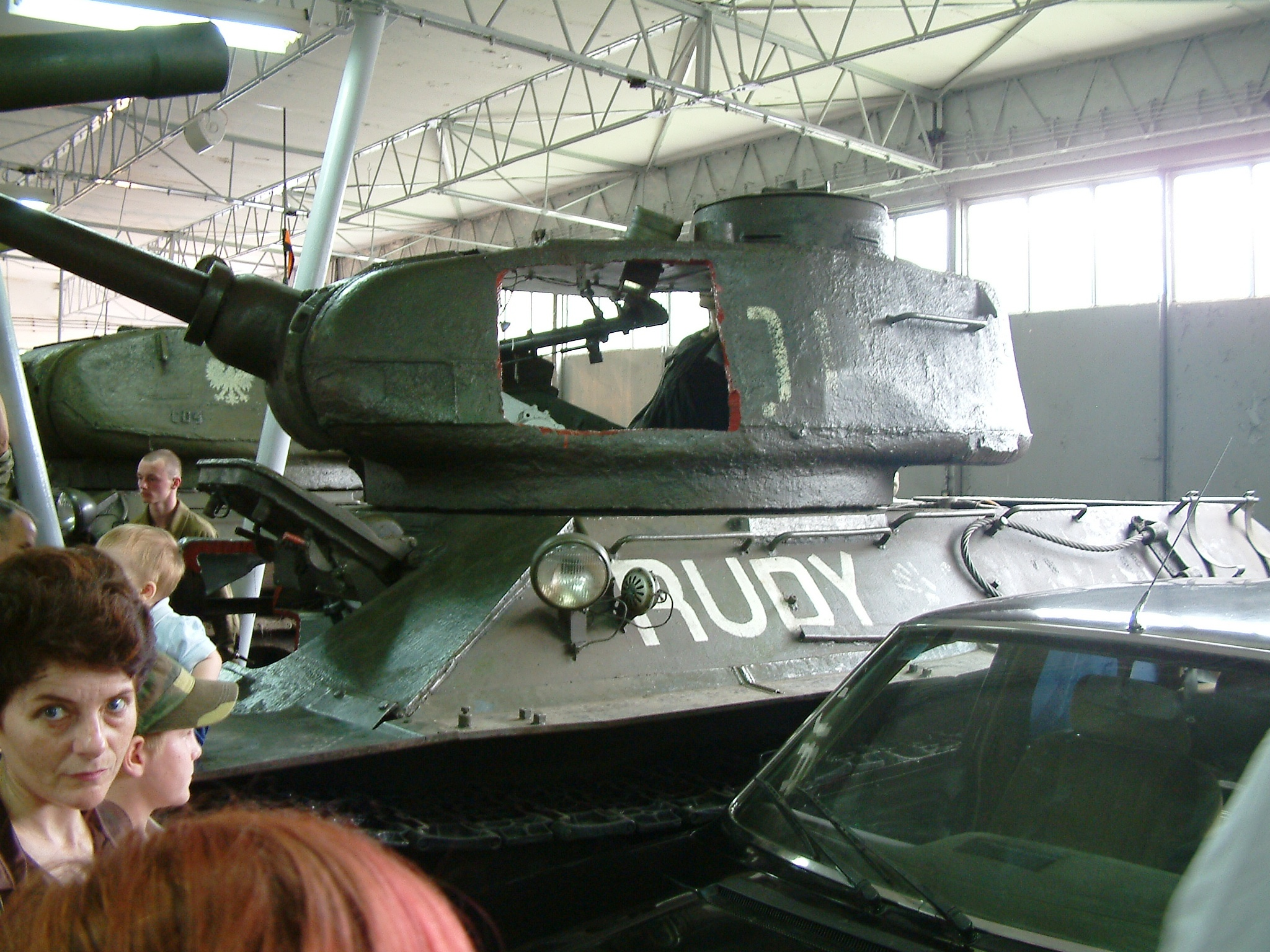
Т-34 «Руды», снимавшийся в фильме «Четыре танкиста и собака»

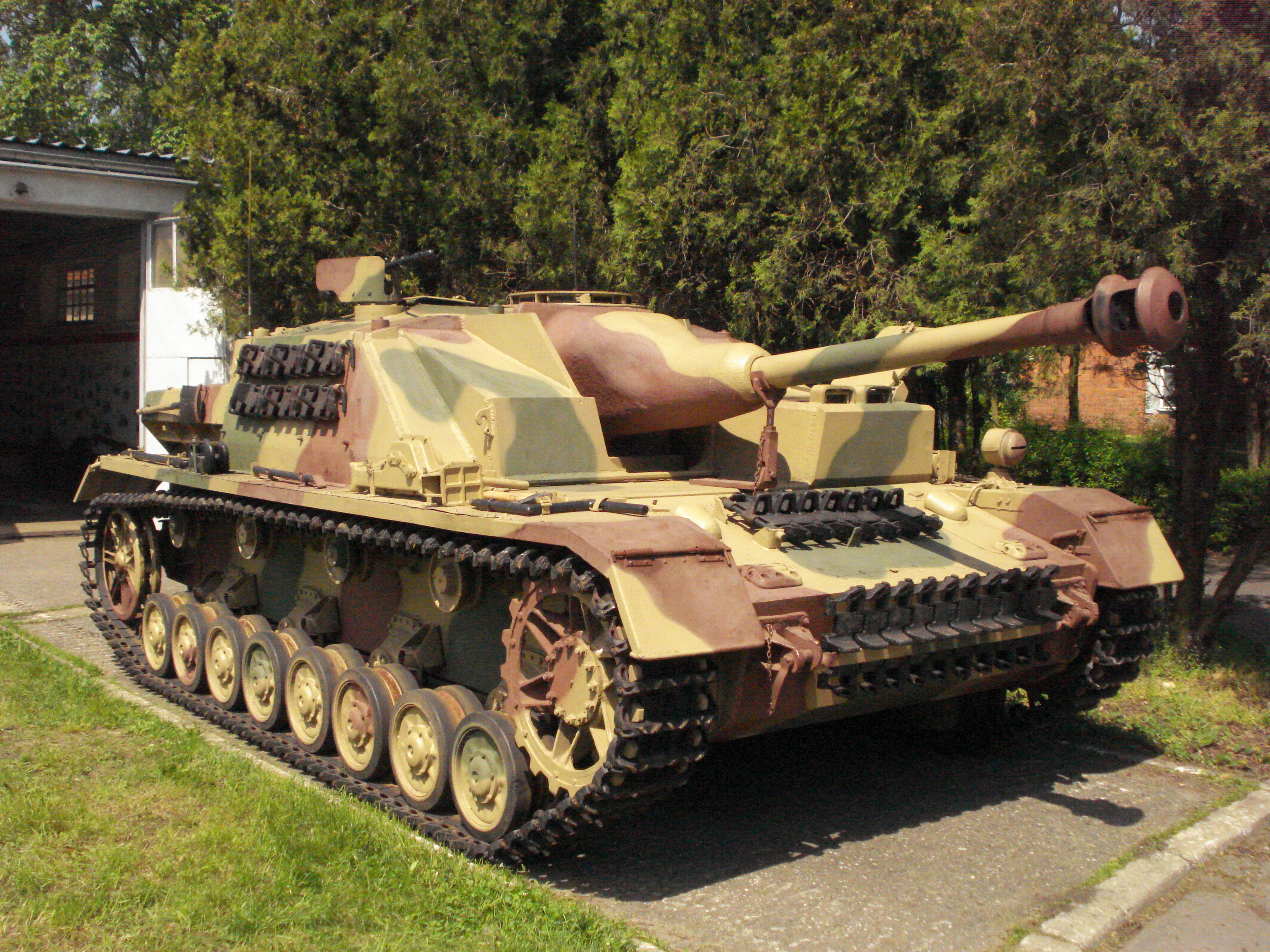
StuG IV

Музей бронетанковой техники в Учебном центре сухопутных войск имени Гетмана Стефана Чарнецкого (пол. Muzeum Broni Pancernej Centrum Szkolenia Wojsk Lądowych im. Hetmana Polnego Koronnego Stefana Czarnieckiego w Poznaniu) — музей, находящийся в городе Познань (Польша) на территории Учебного центра польских сухопутных войск. Музей обладает богатой коллекцией бронетанковой техники, которая располагается внутри одного ангара; некоторые экспонаты находятся на открытом воздухе.

## История
Музей был основан в 1963 году и был расположен в бывших казармах в познанском районе Солач. Первоначально коллекция музея состояла из бронетанковой техники, произведённой в СССР или его союзниками. С 1989 года музей стал приобретать технику несоветского производства.
В 2009 году в музее был помещён отремонтированный немецкий StuG IV, обнаруженный в 2008 около села Гжегожев. С 2012 года эта модель танка является единственным в мире работающим StuG IV и одним из трёх сохранившимся до нашего времени (ещё один находится в Польше и третий — в Латвии).
5 августа 2011 года около села Бялобжег был раскопан немецкий полугусеничный артиллерийский тягач Sd Kfz 6. Восстановление этого тягача происходило в течение одного года и в августе 2012 года он был размещён в фондах музея.
В апреле 2012 года музей приобрёл нижний корпус танкетки TKS и в июне этого же года выставил этот экспонат на экспозицию.
В октябре 2012 года было закончено восстановление БТР-152. В конце 2012 года в музей из Афганистана был доставлен Рено FT-17, который, как предполагается, был захвачен в 1920 году Красной Армией и продан на Ближний Восток. Этот танк был восстановлен в музее и передан в Музей польской армии в Варшаве.
В феврале и июне 2013 года были представлены на обозрение отреставрированные и ИС-2 и Т-70.
В настоящее время в музее ведётся восстановление британского Mk VIII, который был приобретён в Португалии. Восстановительный процесс этого танка представлен на сайте музея.
С 2012 года куратором музея является майор Томаш Огродничук.

## Экспозиция

### Танки
- TKS;
- Т-70;
- Т-34/76;
- Т-34/85;
- T-34/85 «Rudy» — этот танк использовался во время Познанской битвы и снимался в фильме «Четыре танкиста и собака»;
- Sherman Firefly;
- ИС-2
- ИС-3;
- Т-54;
- Т-55А;
- ПТ-76;
- PT-91;
- M48 и M60.

### Самоходные артиллерийские установки
- StuG IV
- СУ-76;
- СУ-100;
- ИСУ-122;
- ИСУ-152;
- АСУ-85;
- 2С1;
- 2С7;
- Jagdpanzer IV.

### Бронетранспортёры
- БТР-152;
- БТР-60;
- БРДМ-2;
- FUG;
- OT-64 SKOT;
- TOPAS.

### Тягачи
- Sd Kfz 6;
- MTS-306;
- WPT-34.

### Разное
- ЗИЛ-111.

## Посещение музея
В связи с тем, что музей находится на территории воинской части, допуск осуществляется только в составе организованных групп или по пропускам, которые приобретаются на КПП. Дважды в год в День Ребёнка и в день памяти гетмана Стефана Чарнецкого (в конце сентября) гражданским лицам разрешено посещения музея без пропусков.